# Benő
Benő est prénom hongrois masculin.

## Équivalents
- Benoit, beno, béno & benoni.

## Personnalités portant ce prénom
- Pour l'ensemble des articles sur les personnes portant ce prénom, consulter :
  - la liste des articles dont le titre commence par ce prénom
  - les listes produites par Wikidata : Liste des personnes de prénom « Benő » — même liste en incluant les éventuels prénoms composés qui contiennent « Benő ».
- Benő Káposzta (1942-), un joueur de football hongrois.